# Merindades de Navarra

La Comunidad Foral de Navarra dividida en las cinco merindades Históricas con las respectivas cabezas de Merindad.

Las merindades de Navarra son territorios que estaban bajo la jurisdicción del merino, un oficial público encargado de la administración económica, financiera y judicial de un territorio. Se establecieron tras la conquista castellana del territorio occidental del reino de Navarra (Duranguesado, señorío de Vizcaya, Álava y Guipúzcoa) en 1200, para establecer un sistema defensivo del resto del territorio. Cada merino mantenía los castillos en perfecto estado y controlaba la actividad militar. Ya en el siglo XIII, en tiempo del rey Teobaldo II (1253-1270), se delimitaron cuatro merindades: Pamplona o Montaña, Sangüesa, Tierra Estella y Ribera o Tudela, y se les dotó de una organización más racional y eficaz. En 1407 se creó la merindad de Olite, compuesta por distintas localidades anteriormente ubicadas en Sangüesa, Tudela y Estella. 
Cada merindad establecía un centro urbano principal: Pamplona en la montaña, Sangüesa y Estella en sus respectivas merindades, Tudela en la Ribera y Olite en la merindad de su nombre. La importancia de cada una tenía que ver con la suma de varios factores: su actividad económica como centro artesano y comercial, su densidad demográfica, su situación estratégica y sus castillos y murallas.
Los partidos judiciales abarcan casi el mismo territorio que las merindades históricas, salvo en el caso de Burlada que pertenece al partido judicial de Pamplona y no a Aoiz. Además en tres casos las capitales son las mismas (Pamplona, Tudela y Estella) mientras que en los otros son los partidos judiciales de Aoiz y Tafalla los que se corresponden a las merindades de Sangüesa y Olite respectivamente.

## Historia

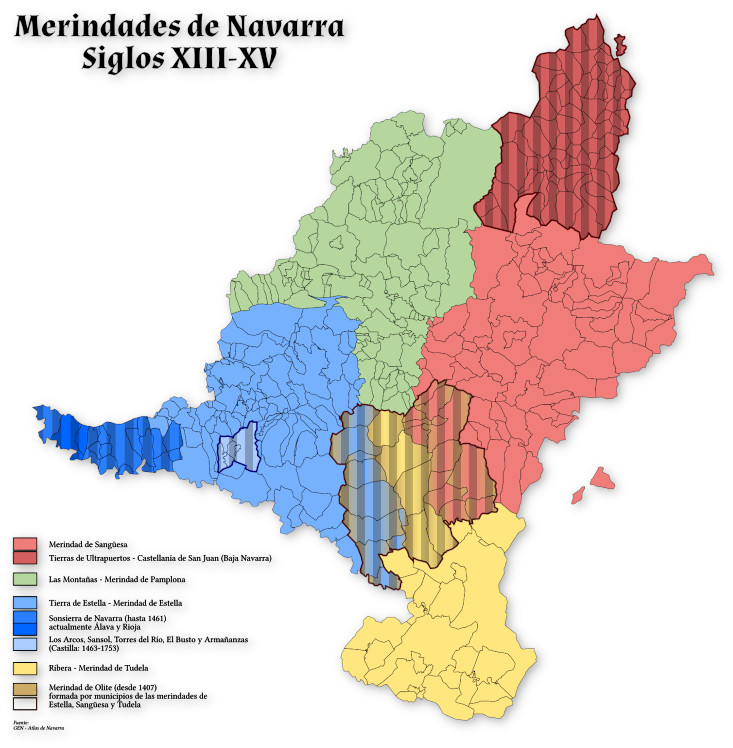
Evolución del mapa de Navarra entre los siglos XIII-XV. Se observará que dentro de Ultrapuertos se incluye a Escos, bajo administración navarra, y se excluye a Sames, por entonces perteneciente al ducado de Dax.

### Navarra como reino independiente
Las merindades se crean en el siglo XIII bajo el reinado de Teobaldo II (1253-1270) dividiéndose el territorio del reino de Navarra en cuatro merindades más la tierra de Ultrapuertos que no se configuró como tal. En 1407, durante el reinado de Carlos III de Navarra se creó la merindad de Olite, compuesta por localidades anteriormente ubicadas en Sangüesa, Tudela y Estella. Cada merindad estaba administrada por un merino, un oficial de armas que se encargaba de resolver conflictos en sus territorios, cumpliendo funciones que en la actualidad son asignadas a los jueces. Además administraba el patrimonio real y tenía alguna función militar. La importancia que cada una de ellas tenía dependía de la suma de varios factores: su actividad económica como centro artesano y comercial, su densidad demográfica, su situación estratégica y sus castillos y murallas.

#### Ultrapuertos o Baja Navarra

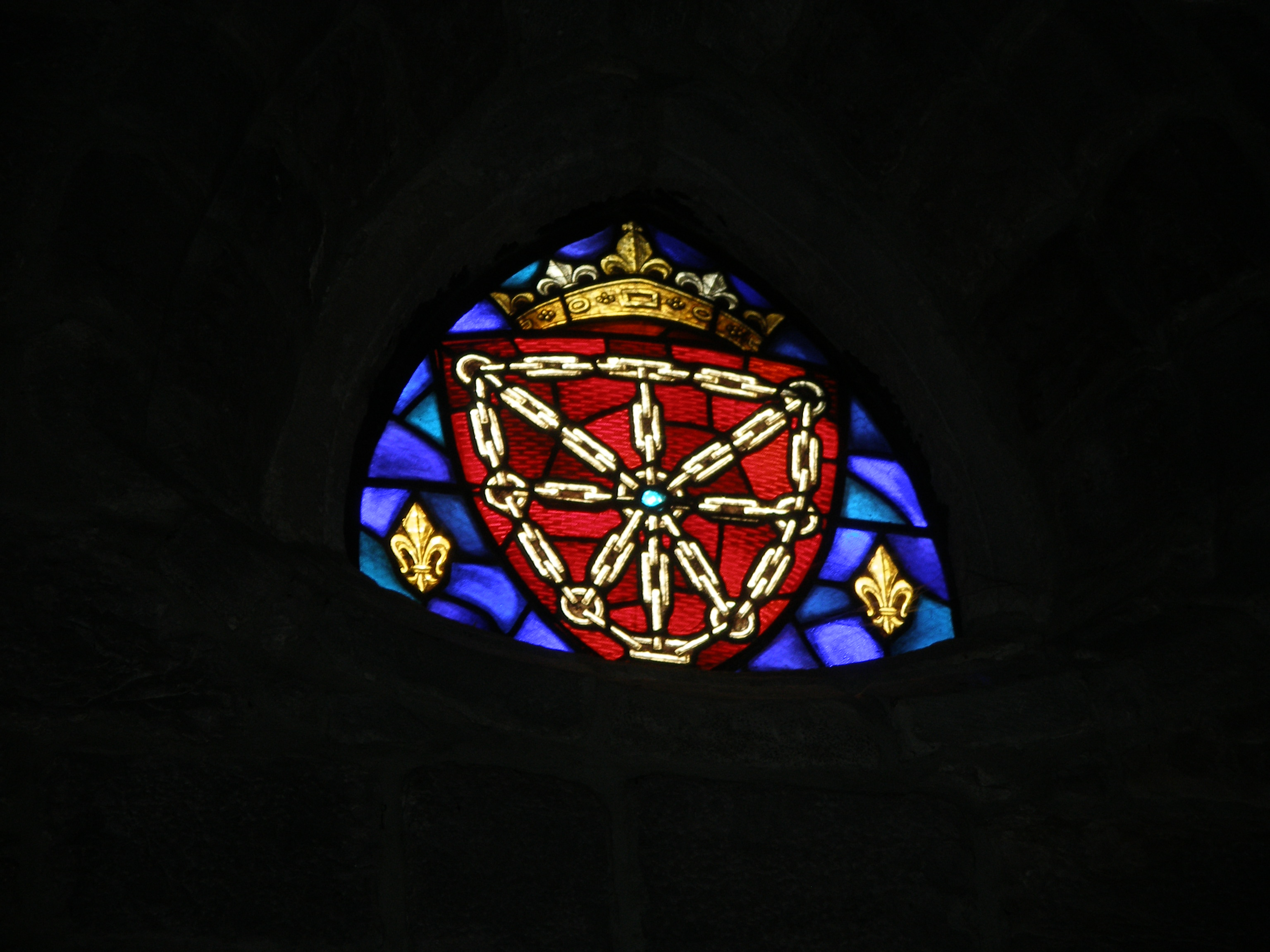
Vidriera de la iglesia de San Juan de Pie de Puerto, donde se aprecia el escudo de Navarra sobre un fondo azur y flores de lis (Armas de Francia).

Este territorio conocido actualmente como la Baja Navarra era antiguamente tratada como merindad o tierra de Ultrapuertos, denominada también «Tierra de Vascos», aunque formalmente era una castellanía bajo jurisdicción del merino de Sangüesa. Su incorporación al Reino de Navarra fue progresiva entre los siglos XII (primeros dominios a partir de 1189) y XIII con Ciza, Baigorry, Osses y Arberoa obtenidos mediante vasallaje (1196-1203).
En 1234 la Baja Navarra quedó configurada como la merindad de Ultrapuertos bajo la autoridad del castellano (dueño del castillo) de San Juan Pie de Puerto. que la administró y que dependía, a su vez, del merino de Sangüesa. A pesar de no estar administrada por un merino de forma directa, ha sido históricamente considerada como una merindad más.
En julio de 1512 Fernando el Católico invadió con las armas el reino de Navarra. Sus tropas, al mando del duque de Alba, se posesionaron de todo el territorio llegando también a San Juan Pie de Puerto. Los reyes navarros, de la dinastía Albret-Foix realizaron varios intentos para reconquistar estas tierras; aunque en el tercero las ocuparon por un breve espacio de tiempo, tras la batalla de Noáin del 30 de junio de 1521, quedó adjudicada definitivamente la Alta Navarra para la Corona de Castilla. 
La Baja Navarra careció de control completo por las tropas de Carlos I, que la abandonaron provisionalmente en 1521, y en 1530 de forma definitiva retirando el ejército de casi 10 000 hombres desplegado en la zona.
La dificultad de poder defender la Baja Navarra fue aprovechada por el pretendiente a rey de Navarra para organizar en la Baja Navarra unas instituciones. En efecto los Estados Generales fueron restaurados en 1523, la Chancillería en 1524 y poco después la casa de la moneda en Saint-Palais etc. Enrique III de Navarra se convirtió posteriormente en rey de Francia en 1589, bajo la denominación de Enrique IV de Francia, y finalmente se juntaron ambos territorios con Luis XIII de Francia que siguió llevando los títulos de rey de Francia y Navarra hasta la Revolución francesa (1789).

Evolución del mapa de merindades en Navarra durante la Edad Media
Merindades de Navarra (1234-1407) División del Reino de Navarra en merindades, establecida en el siglo XIII bajo el reinado de Teobaldo II.
Merindades de Navarra (1407-1463) El Reino de Navarra dividido en merindades, tras la creación de la Merindad de Olite bajo el reinado de Carlos III el Noble en 1407.

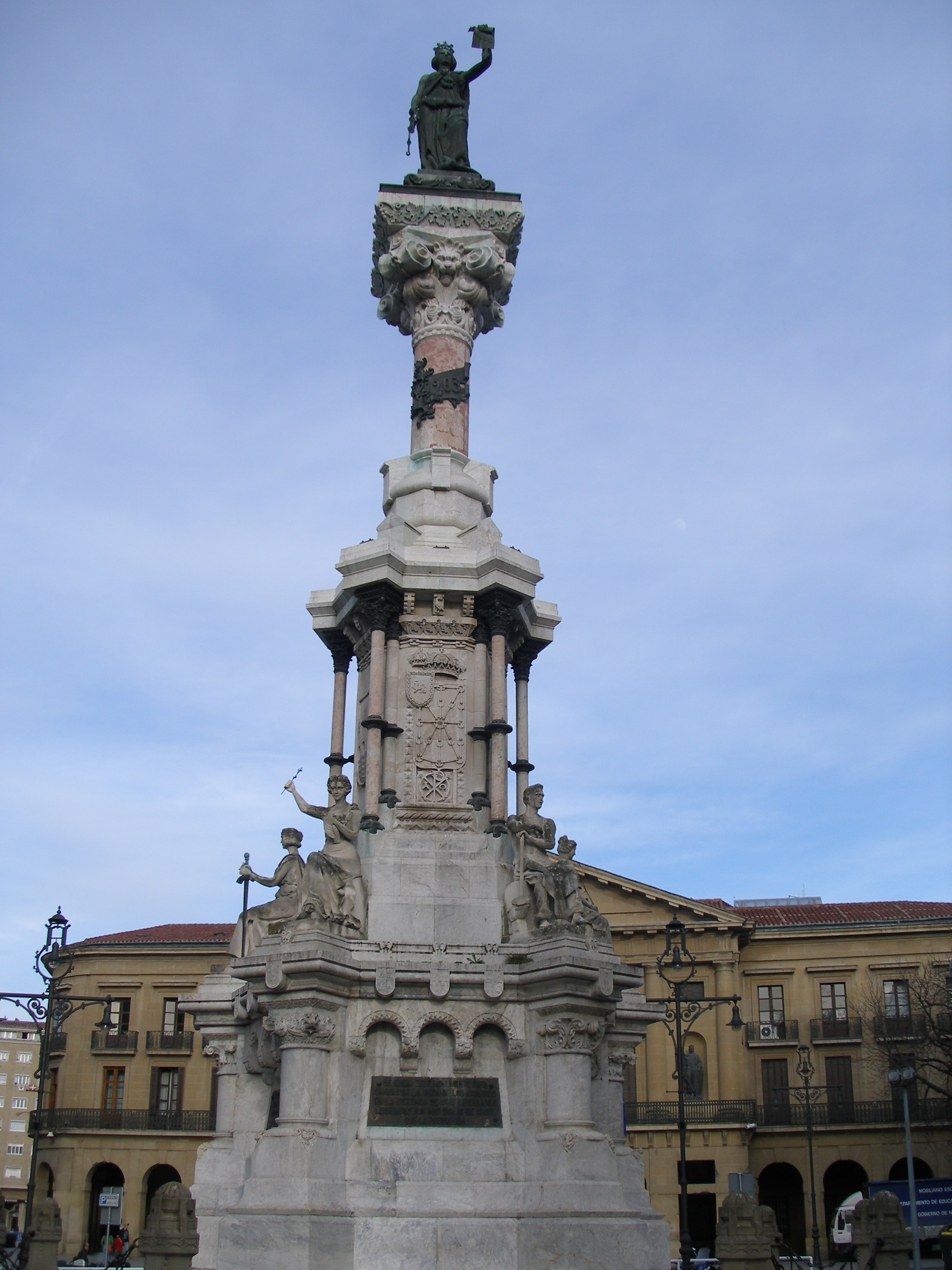
Monumento a los Fueros erigido en 1903 en Pamplona. En él están los escudos de las cinco cabezas de merindad.

Merindades de Navarra (1463-1523) Así quedó el Reino de Navarra dividido en merindades, después de la pérdida de las comarcas de Laguardia y Los Arcos en 1463, durante la Guerra Civil de Navarra.

### Después de la conquista del Reino de Navarra
Tras la Conquista de Navarra e incorporación a la Corona de Castilla (1515), siguen las mismas instituciones anteriores aunque desdobladas, el pretendiente a rey de Navarra estaba en Bearne desde donde realizó los intentos de reconquista y la alta Navarra era regida por el rey de España creándose la figura del Virrey para el territorio. De otra parte, las Cortes cobran mayor importancia y aparece la Diputación del Reino. Las merindades por lo tanto siguen formando parte de la estructura del reino bajo la autoridad del merino. Posteriormente, la Baja Navarra consiguió revertir esta conquista y la nueva estructura se afianzó en la Alta Navarra.

### Después de la ley paccionada de 1841
Con la ley paccionada (1841), Navarra pierde la condición de reino, sus cortes y otras instituciones. La figura del merino desaparece, aunque la distribución por merindades de los diputados forales seguirá formando parte en las instituciones; se crea la Diputación Provincial de Navarra después llamada Diputación Foral de Navarra, la cual estuvo formada por 7 diputados. Las merindades de Tudela, Olite y Sangüesa elegían un diputado y las merindades de Pamplona y Estella, al tener más población, elegían 2 diputados cada una.

Habrá una Diputación provincial, que se compondrá de siete individuos nombrados por las cinco merindades, esto es, uno por cada una de las tres de menor población, y dos por las de Pamplona y Estella, que la tienen mayor, pudiendo hacerse en esto la variación consiguiente si se alterasen los partidos judiciales de la provincia.
 

### Las merindades en la actualidad
Las merindades carecen de ningún tipo de competencias y no son tenidas en cuenta en ninguna representación institucional, aunque en la primera cita electoral que tuvo lugar el 3 de abril de 1979, con un censo de electores de 365.080 navarros, se eligieron a 70 parlamentarios y cada merindad histórica se constituyó en distrito electoral (salvo Pamplona, que se dividió en dos distritos), y eligió a un número de parlamentarios proporcional a los electores que reunía. El Gobierno de Navarra (entonces Diputación Foral de Navarra) que se constituyó tras estas elecciones fue una corporación de 7 miembros compuesta por los candidatos del partido más votado en cada distrito electoral (de los dos partidos más votados en el caso de la Merindad de Tudela).
 Sin embargo tras la aprobación de la ley de Amejoramiento del fuero (LORAFNA) desaparecieron los distritos y el Parlamento de Navarra está formado por 50 miembros (el número de miembros está regulado por una ley foral y no puede ser superior a 60 ni inferior a 40) que se eligen por representación proporcional. Las merindades sin embargo están contempladas en dicha ley de la siguiente manera:

El territorio de la Comunidad Foral de Navarra está integrado por el de los municipios comprendidos en sus Merindades históricas de Pamplona, Estella, Tudela, Sangüesa y Olite.

## Distribución de los municipios por merindades
| Escudo | Merindad | Municipios | Mapa |
| ------ | -------- | --- | ---- |
|        | Estella  | Esta merindad está formada por 72 municipios que son: Abáigar, Abárzuza, Aberin, Aguilar de Codés, Allín, Allo, Améscoa Baja, Ancín, Andosilla, Aranarache, Aras, Los Arcos, Arellano, Armañanzas, Arróniz, Artazu, Ayegui, Azagra, Azuelo, Barbarin, Bargota, El Busto, Cabredo, Cárcar, Cirauqui, Desojo, Dicastillo, Espronceda, Estella, Etayo, Eulate, Genevilla, Goñi, Guesálaz, Guirguillano, Igúzquiza, Lana, Lapoblación, Larraona, Lazagurría, Legaria, Lerín, Lezáun, Lodosa, Luquin, Mañeru, Marañón, Mendavia, Mendaza, Metauten, Mirafuentes, Morentin, Mues, Murieta, Nazar, Oco, Olejua, Oteiza, Piedramillera, Salinas de Oro, San Adrián, Sansol, Sartaguda, Sesma, Sorlada, Torralba del Río, Torres del Río, Valle de Yerri, Viana, Villamayor de Monjardín, Villatuerta y Zúñiga. |      |
|        | Olite    | Esta merindad está formada por 27 municipios que son: Artajona, Barásoain, Beire, Berbinzana, Caparroso, Falces, Funes, Garínoain, Larraga, Leoz, Marcilla, Mendigorría, Milagro, Miranda de Arga, Murillo el Cuende, Murillo el Fruto, Olite, Olóriz, Orísoain, Peralta, Pitillas, Pueyo, San Martín de Unx, Santacara, Tafalla, Ujué y Unzué. |      |
|        | Pamplona | Esta merindad está formada por 86 municipios que son: Adiós, Alsasua, Ansoáin, Anué, Añorbe, Araiz, Araquil, Arano, Arantza, Arbizu, Areso, Arruazu, Atez, Bacáicoa, Barañáin, Basaburúa Mayor, Baztán, Beinza-Labayen, Belascoáin, Vera de Bidasoa, Beriáin, Berrioplano, Berriozar, Bértiz-Arana, Betelu, Biurrun-Olcoz, Cendea de Olza, Ciriza, Cizur, Donamaría, Santesteban, Echarri, Elgorriaga, Enériz, Eratsun, Ergoyena, Echalar, Echarri-Aranaz, Echauri, Ezcabarte, Ezcurra, Galar, Goizueta, Huarte-Araquil, Imoz, Irañeta, Irurzun, Ituren, Iturmendi, Iza, Juslapeña, Lacunza, Lanz, Larráun, Legarda, Leiza, Lecumberri, Lesaca, Muruzábal, Obanos, Odieta, Oiz, Oláibar, Olazagutía, Ollo, Orcoyen, Pamplona, Puente la Reina, Saldías, Sumbilla, Tirapu, Úcar, Ulzama, Urdax, Urdiáin, Urroz de Santesteban, Uterga, Vidaurreta, Villava, Yanci, Zabalza, Ciordia, Zizur Mayor, Zubieta y Zugarramurdi. |      |
|        | Sangüesa | Esta merindad está formada por 64 municipios que son: Abaurrea Alta, Abaurrea Baja, Aibar, Aoiz, Aranguren, Arce, Aria, Arive, Burguete, Burgui, Burlada, Cáseda, Castillonuevo, Valle de Egüés, Erro, Eslava, Esparza de Salazar, Esteríbar, Ezcároz, Ezprogui, Gallipienzo, Gallués, Garayoa, Garde, Garralda, Güesa, Villanueva de Aézcoa, Huarte, Ibargoiti, Isaba, Izagaondoa, Izalzu, Jaurrieta, Javier, Leache, Lerga, Liédena, Lizoáin, Lónguida, Lumbier, Valcarlos, Monreal, Navascués, Noáin, Ochagavía, Orbaiceta, Orbara, Oronz, Oroz-Betelu, Roncesvalles, Petilla de Aragón, Romanzado, Roncal, Sada, Sangüesa, Sarriés, Tiebas-Muruarte de Reta, Unciti, Urraul Alto, Urraul Bajo, Urroz-Villa, Urzainqui, Uztárroz, Vidángoz y Yesa. |      |
|        | Tudela   | Esta merindad está formada por 23 municipios que son: Ablitas, Arguedas, Barillas, Buñuel, Cabanillas, Cadreita, Carcastillo, Cascante, Castejón, Cintruénigo, Corella, Cortes, Fitero, Fontellas, Fustiñana, Mélida, Monteagudo, Murchante, Ribaforada, Tudela, Tulebras, Valtierra y Villafranca. |      |

## Superficie y demografía
| Merindad                    | N.º municipios | %     | Superficie (km²) | %     | Población (2020) | %     | Densidad |
| --------------------------- | -------------- | ----- | ---------------- | ----- | ---------------- | ----- | -------- |
| Estella                     | 72             | 26,48 | 2.067            | 19,83 | 64.252           | 11,07 | 35,86    |
| Olite                       | 27             | 9,92  | 1.392            | 13,36 | 46.576           | 7,86  | 33,58    |
| Pamplona                    | 85             | 31,62 | 2.450            | 23,51 | 368.129          | 59,27 | 155,67   |
| Sangüesa                    | 65             | 23,53 | 2.982            | 28,62 | 83.912           | 6,60  | 28,42    |
| Tudela                      | 23             | 8,45  | 1.530            | 14,68 | 98.328           | 15,20 | 88,75    |
| Total                       | 272            | 100   | 10.421           | 100   | 661.197          | 100   | 63,45    |
| Fuente: Gobierno de Navarra |                |       |                  |       |                  |       |          |